# نيل إليس (لاعب كرة قدم)
نيل إليس (بالإنجليزية: Neil Ellis)‏ هو لاعب كرة قدم بريطاني، ولد في 30 أبريل 1969 في Wirral Peninsula ‏ في المملكة المتحدة. لعب مع نادي بانغور سيتي ونادي تشستر سيتي ونادي كيترينغ تاون.